# Сашко Дерманський
Олекса́ндр Степа́нович Дерма́нський, відомий як Сашко Дерманський, (нар. 28 листопада 1976, село Гайворон, Володарського району, Київщина) — український письменник

## Біографія
Народився в с. Гайворон Володарської селищної громади Білоцерківського району на Київщині. Середній син в родині Степана Володимировича та Лілії Миколаївни Дерманських. Батько за фахом агроном, мати — вчителька. Має двох братів: Олега та Олексія.
У 2014 році Олексій Дерманський пішов добровольцем захищати Батьківщину від агресора, воював у складі ДУК ПС, був поранений в районі донецького аеропорту в жовтні 2014 року. 26 лютого 2022 року Олексій знову став на захист України, зараз воює в лавах ЗСУ.
Олег Дерманський загинув, захищаючи Україну, в грудні 2022 року неподалік Бахмута.
Сашко Дерманський навчався у Володарській середній школі № 1. Ще у шкільні роки  почав писати вірші. Закінчив факультет української філології Київського національного педагогічного університету ім. М. Драгоманова у 1999 році. До вересня 2016 року викладав за фахом у Київському технікумі електронних приладів. Літературний редактор дитячого журналу «Стежка» (до 2012 р.). З 2008 року по квітень 2019 — автор програми «Маріччин кінозал» на каналі 1+1.
2020 Міжнародна рада з дитячої та підліткової книги (International Board on Books for Young People — IBBY) внесла книжку «Мері» (Видавництво «А-ба-ба-га-ла-ма-га», 2018) до почесного списку IBBY Honour List 2020. Список щодва роки формують з письменників, ілюстраторів і перекладачів з усього світу.
2021, 2022, 2023, 2024 — Номінований від України на Меморіальну премію Астрід Ліндгрен (Astrid Lindgren Memorial Award (ALMA)) Меморіальна премія імені Астрід Ліндгрен.
Одружений, виховує двох доньок: Владиславу (2001) та Злату (2011).

## Творчість
Перші вірші для малечі опублікував в 2001 році у дитячому журналі «Стежка». Деякі твори в журналі «Стежка» публікувалися під псевдонімами Сашко Володарський та Назар Діброва. У жовтні 2004 року видавництво «Теза» в рамках серії «Пригодницька бібліотека» випустило у світ першу книжку — повість-казку «Володар макуци, або Пригоди вужа Ониська».
Твори Сашка Дерманського рекомендовано Міністерством освіти і науки України для читання в молодшій («Володар макуци, або Пригоди вужа Ониська», «Бабуся оголошує війну», «Корова часу», «Царство Яблукарство», «Танок чугайстра») і середній школі («Король буків, або Таємниця Смарагдової Книги»). До оновленої шкільної програми також увійшли повість «Маляка — принцеса Драконії», збірка казок «Казки дракона Омелька», збірка віршів «Бигимоти — не медмеді».
Також Сашко став одним із творців сценарію художнього фільму «Сторожова застава» за однойменною повістю Володимира Рутківського. Фільм вийшов восени 2017 року.

## Нагороди
- 2005 — роман «Король буків, або таємниця Смарагдової книги» було відзначено дипломом Всеукраїнського конкурсу романів, кіносценаріїв і п'єс «Коронація слова»;
- 2006 — дипломант Міжнародної асамблеї фантастів «Портал»;
- 2007 — повість «Царство-яблукарство» відзначене першою премією літературного конкурсу рукописів «Дитячий портал» в номінації «Тексти для 9-12-річних» та другою премією нового літературного конкурсу «Золотий лелека»;
- 2010 — книжка «Чудове чудовисько в Країні Жаховиськ» здобула перемогу всеукраїнського рейтингу «Книжка року-2010» в номінації «Дитяче свято»;
- 2015 — книжка «Маляка — принцеса Драконії» здобула відзнаку рейтингу «Критика» за найкращу книжку в номінації «Проза (5-9 років)»;
- 2015 — перемога в номінації «Дитячий поет року» рейтингу проекту «Барабука. Простір української дитячої книги» за збірку віршів «Бигимоти — не медмеді»;
- 2016 — книжки «Маляка і Навіжений дракон», «Маляка і Гаплик» здобули перше місце всеукраїнського рейтингу «Книжка року-2016» в номінації «Дитяче свято» (підномінація «Книжки для малечі»).
- 2018 — «Мері» (А-ба-ба-га-ла-ма-га, 2018) — переможець конкурсу «Книга року ВВС — 2018» в номінації «Дитяча книга року ВВС».
- 2019 — «Арктична пасіка» увійшла до трійки фіналістів премії «Експресо. Вибір читачів — 2019».
- 2020 — Міжнародна рада з дитячої та підліткової книги (International Board on Books for Young People — IBBY) внесла книжку «Мері» (Видавництво «А-ба-ба-га-ла-ма-га», 2018) до почесного списку IBBY Honour List[3]
- 2020 — Список щодва роки формують з письменників, ілюстраторів і перекладачів з усього світу.
- 2020 — «Чудернацькі вірші» та «Лімерики» — поетичні книжки року в рейтингу проекту «Барабука. Простір української дитячої книги»
- 2021 — Номінований від України на Меморіальну премію Астрід Ліндгрен (Astrid Lindgren Memorial Award (ALMA)) Меморіальна премія імені Астрід Ліндгрен
- 2022 — книжка «Різдвяна крамничка тітоньки Мальви» (видавництво А-ба-ба-га-ла-ма-га) здобула перемогу всеукраїнського рейтингу «Книжка року -2021» у номінації «Дитяче свято» (література для молодших школярів)
- 2022 — Номінований від України на Меморіальну премію Астрід Ліндгрен (Astrid Lindgren Memorial Award (ALMA)) Меморіальна премія імені Астрід Ліндгрен
- 2023 — Номінований від України на Меморіальну премію Астрід Ліндгрен (Astrid Lindgren Memorial Award (ALMA)) Меморіальна премія імені Астрід Ліндгрен